# 3a Brigada Mixta (Exèrcit Popular de la República)
La 3a Brigada Mixta va ser una unitat de l'Exèrcit Popular de la República creada durant la Guerra Civil Espanyola. Va ser una de les primeres unitats que es va crear seguint el sistema de les Brigades Mixtes, i va participar en gairebé totes les principals batalles que van tenir lloc durant la contesa. Aquesta unitat va estar composta per carrabiners.
La Tercera brigada és esmentada en la lletra de Si me quieres escribir, una de les cançons més famoses de l'Exèrcit republicà durant la Guerra civil.

## Historial
La brigada va ser creada a l'octubre de 1936 a Alcázar de San Juan a partir d'efectius dels carrabiners i va quedar sota el comandament del comandant de carrabiners José María Galán Rodríguez. Galán, militant comunista, havia estat un dels principals organitzadors del Cinquè Regiment.

### Front del Centre
Després de rebre instrucció, la unitat va partir al capdavant de Madrid, cap al sector de Las Rozas de Madrid-Majadahonda. Coincidint amb l'arribada de l'Exèrcit d'Àfrica a Madrid, el 7 de novembre la 3a Brigada Mixta es trobava situada en la zona de Pozuelo amb uns efectius al voltant dels 2.500 homes. Aquest mateix dia va entrar en combat amb les forces revoltades, aconseguint detenir el seu avanç i mantenir les seves posicions al Campament de Retamares; aquesta acció seria decisiva per a la defensa de Madrid. En els següents dies va rebre un batalló internacional com a reforç, després de la qual cosa va efectuar diversos contraatacs a Campamento i Cuatro Vientos. El 29 de novembre els rebels van llançar una nova ofensiva al sector Pozuelo que va ser detinguda en poc temps per la 3a Brigada Mixta, encara que a costa de fortes baixes; una d'aquelles baixes va ser el comandant de la brigada, Galán. El va substituir el capità de Carrabiners Emeterio Jarillo Orgaz.
A causa de les baixes la unitat va ser retirada del front i després d'alguns dies en la rereguarda, va ser enviada al capdavant d'Andalusia, arribant a Andújar el 26 de desembre. No obstant això, el 3 de gener de 1937 va rebre l'ordre de traslladar-se una altra vegada al front de Madrid, atès que la situació allí continuava sent greu. L'arribada a Espanya d'un carregament d'armes de Polònia va permetre que tota la brigada fos equipada amb fusells. No va arribar a participar en la batalla del Jarama, encara que va estar apostada en la rodalia. Unes setmanes després la unitat es va integrar en la 10a Divisió que estava sota el comandament de Galán.

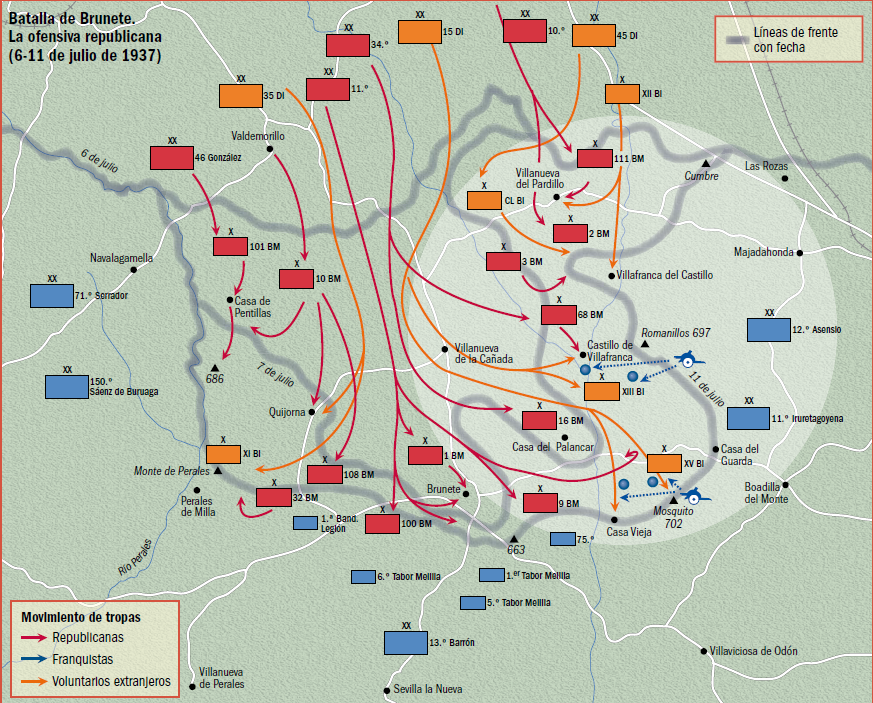
Mapa de l'atac republicà en el sector de Brunete, juliol de 1937

Al juny de 1937 la brigada es va veure immersa a l'Ofensiva de Segòvia. Al començament de les operacions es trobava concentrada a Fuencarral i sota el comandament del milícies Antonio Pérez Quijano. La 3a BM va participar en suport de la 69a Brigada Mixta, que va intentar l'assalt de l'Alto del León el 30 de maig i a Cap Gran el 2 de juny. L'ofensiva va fracassar, i el 4 de juny va tornar a les seves posicions en Fuencarral. Un mes la 3a BM va tornar a participar en una nova ofensiva, la batalla de Brunete. El 10 de juliol va intervenir i va ocupar el Vèrtex Mocha, encara que el tornaria a perdre poc després. L'endemà va atacar Villafranca del Castillo, mantenint-se en aquesta zona fins al dia 20, quan un dels seus batallons va perdre les cotes 660 i 640; això va provocar la destitució fulminant del seu comandant Pérez Quijano. Cap al final de la batalla, la brigada es va retirar després del riu Aulencia.
El 4 d'agost la 3a BM es va traslladar al capdavant andalús i es va incorporar a la 34a Divisió.

### Després de la Guerra civil
Després de travessar la frontera alguns dels antics membres de la 3a BM van anar a parar a Camps de concentració francesos com els d'Argelers i El Barcarès, mentre que altres passaren a integrar-se en la Resistència francesa per a continuar la lluita contra l'Alemanya nazi. Entre els antics membres de la 3a Brigada Mixta que no van poder escapar dels camps francesos, alguns van acabar en el Camp de concentració de Mauthausen-Gusen.

## Comandaments
- Comandant de carrabiners José María Galán Rodríguez;
- Capità de carrabiners Emeterio Jarillo Orgaz;
- Capità de cavalleria Joaquín Zulueta Isasi;
- Major de milícies Antonio Pérez Quijano;
- Comandant de carrabiners Agustín Colomina Solera;
- Comandant de Carrabiners Antonio Martínez Rabadán;
- Comandant d'infanteria Hernando Liñán Castaño;
- Comandant de carrabiners José Vila Cuenca;

### Aragó i Catalunya
A mitjan març de 1938 la brigada unitat es va traslladar al front d'Aragó per a fer front a l'gran ofensiva franquista. Davant l'enfonsament del front, va ser enviada a primera línia de combat, però no va poder tapar la bretxa i va sofrir un gran desgast en la retirada, sent enviada a la rereguarda per a la seva reorganització. El juliol de 1938 es trobava adscrita a la 56a Divisió, llista per a participar en la batalla de l'Ebre. El 25 de juliol va intentar travessar el riu pel sector d'Amposta, però l'intent va fallar a causa de la forta resistència de les unitats marroquines. Durant la resta de la batalla va prendre part en diverses operacions secundàries que buscaven descongestionar el front de batalla principal, com van ser els combats al cap de pont de Vilanova de la Barca. Quan el desembre de 1938 va començar la campanya de Catalunya la brigada es trobava destinada en el sector de Serós, encara que no va poder mantenir les seves posicions, i després de diversos dies de resistència va començar la seva retirada cap a la frontera francesa.